# فتحي كميل

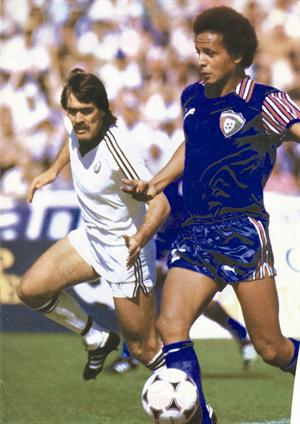
صورة فتحي كميل في كأس العالم 1982

فتحي كميل مطر مرزوق، من مواليد 23 مايو 1955. ، أحد أبرز لاعبي الكويت السابقيين، وقد اشتهر في مراوغاته، وقد كان يلعب في نادي التضامن الكويتي، ولعب طوال عمره مع هذا النادي بالرغم من أن نادي العربي الكويتي كان يريد ضمه بشده، إلا أن ناديه تمسك به. و قد كان هداف كأس الأمير 1973/1974 برصيد 7 أهداف. كما كان هداف كأس آسيا 1976 برصيد 3 أهداف. و كان أحد لاعبي منتخب الكويت لكرة القدم الفائز في كأس آسيا 1980، وقد شارك في بطولة كأس العالم لكرة القدم 1982.

## كأس الخليج

### كأس الخليج 1974
و قد سجل هدف في مرمى منتخب عمان لكرة القدم، وقد سجل هدف في مرمى منتخب الإمارات لكرة القدم، وقد سجل هدفين في مرمى منتخب السعودية لكرة القدم.

### كأس الخليج 1979
و قد سجل هدف في مرمى منتخب الإمارات لكرة القدم.

## روابط خارجية
- فتحي كميل على موقع الاتحاد الدولي (مؤرشف)  (الإنجليزية)
- فتحي كميل على موقع قاعدة بيانات كرة القدم.إي يو (الإنجليزية)
- فتحي كميل على موقع ناشيونال فوتبول تيمز (الإنجليزية)
- فتحي كميل على موقع أوليمبيديا (الإنجليزية)